# Kateřina Havlíčková
Kateřina Havlíčková (* 5. ledna 1985 Brno), rozená Hošková, je bývalá česká vodní slalomářka, kanoista a kajakářka závodící v kategoriích C1 a K1.
Jako kajakářka se v roce 2002 v Bratislavě stala mistryní Evropy do 23 let v kategorii K1. Roku 2011 vyhrála mistrovství světa v Bratislavě v kanoistické disciplíně C1. Na MS 2013 pomohla získat českému družstvu stříbrnou medaili v závodě hlídek C1. Z Mistrovství Evropy 2014 si přivezla bronzovou medaili z individuálního závodu C1; v hlídkách byl český tým rovněž třetí, cenné kovy se v něm ovšem neudělovaly. Na MS 2014 byla s českým družstvem první v závodě hlídek C1, ovšem ani zde nebyly medaile udělovány. Z evropského šampionátu 2015 si ze závodu hlídek C1 přivezla stříbro, stejné medaile získala tentýž rok na Mistrovství světa v individuálním i týmovém závodě C1. V obou disciplínách C1 vybojovala stříbrné medaile i na ME 2016. V roce 2020 ukončila vrcholovou kariéru.